# La Touche (Drôme)
La Touche település Franciaországban, Drôme megyében. Lakosainak száma 260 fő (2022. január 1.). La Touche La Bâtie-Rolland, Montjoyer, Portes-en-Valdaine, Puygiron és Rochefort-en-Valdaine községekkel határos.

## Népesség
A település népességének változása:
| Lakosok száma | 123  | 118  | 123  | 184  | 239  | 245  | 253  | 258  | 261  | 260  |
|               | 1968 | 1982 | 1990 | 2006 | 2013 | 2015 | 2017 | 2019 | 2020 | 2022 |